# (2933) Amber
Amber és l'asteroide número 2933. Va ser descobert per l'astrònom N. G. Thomas des de l'observatori de Flagstaff (Arizona, Estats Units), el 18 d'abril de 1983. La seva designació alternativa és 1983 HN.